# Periphery
Periphery (Пери́фери, рус. периферия, окружность) — американская группа, играющая в жанре прогрессивный метал. Возникла в 2005 году в городе Бетесда. Группа популяризовала современный прогрессивный метал, в особенности поджанр джент.

## История
Группа была создана гитаристом Мишей Мансуром в 2005 году. До и во время пребывания Periphery на метал-сцене, Мансур создал себе репутацию создателя музыки, большинство из которой было создано на домашнем компьютере и Pod XT. Мансур продолжал заниматься своим личным проектом «Bulb», часто передавая песни между этими двумя проектами. Мансур также продолжает участвовать в ряде других музыкальных проектов, в том числе с Haunted Shores, Four Seconds Ago, Of Man Not of Machine.
Periphery прошла через ряд изменений в составе в раннее время своего существования. Первоначально, Миша играл на барабанах и гитаре в группе. Он искал местных талантливых музыкантов и нашел барабанщика Джейсона Берлина, после этого он исполнял роль гитариста в группе. Вскоре Берлин был заменен на Трэвиса Орбина. Между 2005 и 2009, вокалистами Periphery были Джейк Вередика, Кейси Сабол и Крис Барретто. Группа постепенно переходит от Meshuggah-звучания к более эмбиентному с мелодичным звучанием.
Periphery много гастролируют с 2008 года, поддерживая группы DevilDriver, Emmure, Veil of Maya, Animals as Leaders, God Forbid, Darkest Hour, The Dillinger Escape Plan, Fear Factory, Between the Buried and Me, Fair to Midland.
В 2009 году Трэвис Орбин покинул группу, чтобы продолжить карьеру в качестве сессионного барабанщика. Он был заменен Мэттом Хэлперном. В январе 2010 года, Sumerian Records и Periphery объявили, что 20 апреля состоится релиз дебютного альбома группы, который будет распространяться Sumerian Records в Соединенных Штатах; Distort Records в Канаде; Roadrunner Records в Австралии; Century Media Records в Германии и остальных странах. 20 января 2010 года Periphery загрузили альбом-сэмплер с вокалом Спенсера Сотело из Сан-Диего, который позже был объявлен новым вокалистом Periphery, заменив Криса Барретто, который был уволен из группы из-за личных разногласий.
Periphery выпустили свой дебютный одноименный альбом 20 апреля 2010 года на лейбле Sumerian Records. Он дебютировал на 128-й позиции Billboard Top 200, а также № 2 на диаграмме Billboard Heatseekers. Для поддержки альбома они отыграли несколько туров по США и Канаде, короткий тур по Австралии вместе с Dillinger Escape Plan, и тур по Великобритании и континентальной Европе в феврале 2011 года.
19 января 2011 года на лейбле Sumerian Records вышел первый EP группы, он получил название «Icarus».
6 июля 2011 года Periphery объявили через блог на MySpace, что они рассталась с гитаристом Алексом Бойсом. Тем не менее, они не изменили расписание гастролей, они наняли Марка Холкомба и Адама Гэтгуда играть части Алекса во время живых выступлений, пока они не найдут постоянную замену ему.
7 сентября 2011 года, они были объявлены на разогреве у Dream Theater на «A Dramatic Turn of Events Tour», который должен был начаться в январе 2012 года. В октябре 2011 года группа объявила, что Марк Холкомб стал постоянным гитаристом группы. В ноябре басист Том Мерфи решил покинуть группу. Также группа наняла брата Марка, Джеффа, как бас-гитариста для их тура по США с Protest The Hero, Jeff Loomis, The Safety Fire и Today I Caught the Plague.
21 февраля 2012 года группа повторно выпустила свой дебютный альбом с новым синглом «Passenger» на ITunes.
3 июля 2012 года вышел второй полноформатный альбом группы «Periphery II: This Time It’s Personal». Он был издан на лейбле Sumerian Records и спродюсирован Мишей Мансуром и Адамом Гетгудом.
Periphery II стал доступен для прослушивания на YouTube 28 июня 2012 года. Несколько часов спустя, группа объявила, что Адам «Nolly» Гетгуд официально присоединился к группе, как басист.
28 января 2014 года вышел второй EP группы «Clear». Этот EP был экспериментальным для группы: каждый трек, кроме «Overture», был создан разными членами группы.
Juggernaut — это двойной альбом группы, который вышел 27 января 2015 года на лейбле Sumerian Records. Он состоит из двух частей «Juggernaut: Alpha» и «Juggernaut: Omega». Этот альбом был в стадии разработки в течение нескольких лет, Миша написал несколько демо ещё в ранние времена существования группы.
26 апреля 2016 года множество изданий анонсировало выпуск нового альбома, названного «Periphery III: Select Difficulty». Альбом был выпущен 22 июля того же года, группа планирует отправиться в тур в его поддержку. Уже анонсированы концерты в США, ЮАР и Австралии.
3 августа 2017 басист Адам Гетгуд сообщил, что ушёл из группы, чтобы сконцентрироваться на своих продюсерских проектах и семейной жизни.
19 апреля 2018 Sumerian Records объявили, что расстались с Periphery и что новый альбом выйдет через их независимый лейбл 3DOT Recordings.
26 ноября на YouTube-канале Periphery появилось видео, в котором показано, что партии бас-гитары для нового альбома записал Адам Гетгуд, несмотря на то, что он больше не является членом группы и не участвует в её творческом процессе.
5 апреля 2019 года состоялся выход нового альбома "Periphery IV: Hail Stan".
В январе 2023 года на You-Tube канале группы опубликован пост, в котором сообщалось, что 12 января выходят два сингла с нового альбома «Periphery V: Djent is not a genre», который как стало известно, выйдет 10 марта. 12 января на музыкальных площадках появляются аудиоверсии новых синглов — «Wildfire» и «Zagreus». На следующий день выходит клип на трек «Wildfire», а ещё через 6 дней выходит Guitar Playthrough на трек «Zagreus». В феврале появляется сообщение о том, что следующий сингл — «Atropos» выйдет 16 февраля. Так-же, 25 января выходит тизер предстоящего документального фильма о новом альбоме. 16 февраля выходит аудиоверсия трека «Atropos» и клип на него. Клип отличается большим количеством спецэффектов и использованием искусственного интеллекта при создании. 23 февраля выходит второй тизер документального фильма. 8 марта аудиозаписи с альбома оказываются неофициально слитыми в сеть. Официально альбом выходит 10 марта, ровно как и документальный фильм, который вышел на их You-Tube канале. 14 марта выходит Drum Playthrough на самый длинный трек с альбома — «Dracul Gras», а ещё через три дня, 17 марта, на эту же композицию выходит Lyric Video.

## Состав

### Текущий состав
- Миша Мансур (Misha «Bulb» Mansoor) — гитара, программирование, оркестровка (с 2005), ударные (2005)
- Джейк Боуэн (Jake Bowen) — гитара, программирование (с 2007), бэк-вокал (с 2012)
- Мэтт Хэлперн (Matt Halpern) — ударные (с 2009)
- Спенсер Сотело (Spencer «Sponce» Sotelo) — вокал (с 2010)
- Марк Холкомб (Mark «Mrak» Holcomb) — гитара (с 2011)

### Бывшие участники
- Джейк Вередика (Jake Veredika) — вокал (2005—2007)
- Кейси Себол (Casey Sabol) — вокал (2007—2008)
- Тревис Орбин (Travis Orbin) — ударные (2005—2009)
- Крис Барретто (Chris Barretto) — вокал (2008—2010)
- Алекс Бойс (Alex Bois) — гитара, бэк-вокал (2005—2011)
- Том Мёрфи (Tom Murphy) — бас-гитара (2005—2011)
- Адам Гетгуд (Adam «Nolly» Getgood) — бас-гитара, дополнительная гитара (2011—2017, с 2018 в студии)

## Дискография
Альбомы
- Periphery (2010)
- Periphery II: This Time It’s Personal! (2012)
- Juggernaut: Alpha (2015)
- Juggernaut: Omega (2015)
- Periphery III: Select Difficulty (2016)
- Periphery IV: Hail Stan (2019)
- Periphery V: Djent Is Not A Genre (2023)

Мини-альбомы
- Icarus (2011)
- Clear (2014)

## Видеография

### Клипы
- «Icarus Lives!»[12]
- «Jetpacks Was Yes!»[13]
- «Make Total Destroy»[14]
- «Scarlet»[15]
- «Ragnarok»[16]
- «Alpha»[17]
- «The Bad Thing»[18]
- «Psychosphere»[19]
- «Marigold»[20]
- «The Way The News Goes»[21]
- «Blood Eagle»[22]
- «CHVRCH BVRNER»[23]
- «Wildfire»[5]
- «Atropos»[7]

### Документальные фильмы
- «Remain Indoors: The Making of Select Difficulty»[24]
- «P4: The Documentary (The Making of HAIL STAN)»[25]
- «HAIL STAN: Tour Documentary»[26]
- «Juggerdoc (The Making of Juggernaut)»[27]
- «Everything Is Fine: The Making Of Periphery V: Djent Is Not A Genre»[9]